# 맥스 플라이셔

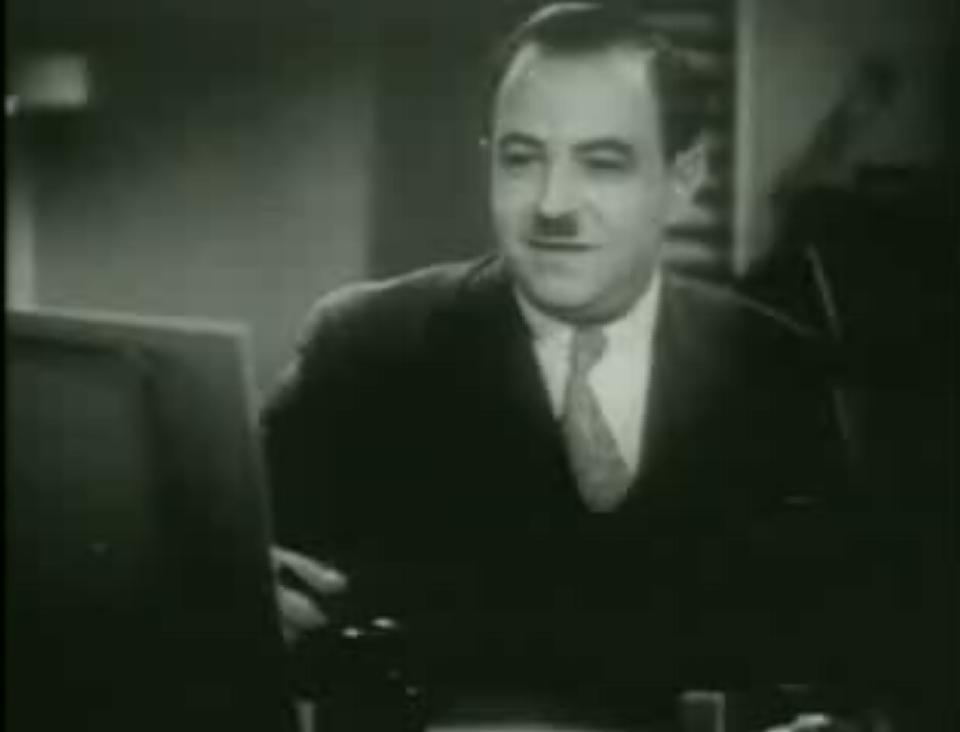
맥스 플라이셔

맥스 플라이셔(Max Fleischer, 1883년 7월 19일 ~ 1972년 9월 11일)는 미국의 애니메이터이다. 베티 붑, 코코 더 클라운, 뽀빠이, 슈퍼맨 등 카툰 영화를 제작하였다. 동생인 데이브 플라이셔와 함께 플라이셔 스튜디오를 설립하여 여러 카툰을 다루었다.